# Елма-Сентер (Нью-Йорк)
Елма-Сентер (англ. Elma Center) — переписна місцевість (CDP) в США, в окрузі Ері штату Нью-Йорк. Населення — 2851 особа (2020).

## Географія
Елма-Сентер розташована за координатами 42°49′42″ пн. ш. 78°38′3″ зх. д. / 42.82833° пн. ш. 78.63417° зх. д. (42.828306, -78.634286).  За даними Бюро перепису населення США в 2010 році переписна місцевість мала площу 16,20 км², уся площа — суходіл.

## Демографія
Згідно з переписом 2010 року, у переписній місцевості мешкала 2571 особа в 1042 домогосподарствах у складі 779 родин. Густота населення становила 159 осіб/км².  Було 1086 помешкань (67/км²).
Расовий склад населення:
| - 99,2 % — білих - 0,3 % — азіатів - 0,2 % — корінних американців - 0,2 % — чорних або афроамериканців |

До двох чи більше рас належало 0,1 %. Частка іспаномовних становила 0,5 % від усіх жителів.
За віковим діапазоном населення розподілялося таким чином: 20,5 % — особи молодші 18 років, 57,6 % — особи у віці 18—64 років, 21,9 % — особи у віці 65 років та старші. Медіана віку мешканця становила 48,4 року. На 100 осіб жіночої статі у переписній місцевості припадало 93,9 чоловіків;  на 100 жінок у віці від 18 років та старших — 92,2 чоловіків також старших 18 років.
Середній дохід на одне домашнє господарство  становив 86 491 долар США (медіана — 87 708), а середній дохід на одну сім'ю — 99 935 доларів (медіана — 95 718). За межею бідності перебувало 3,3 % осіб, у тому числі 4,0 % дітей у віці до 18 років та 2,8 % осіб у віці 65 років та старших.
Цивільне працевлаштоване населення становило 1212 осіб. Основні галузі зайнятості: освіта, охорона здоров'я та соціальна допомога — 18,9 %, мистецтво, розваги та відпочинок — 13,0 %, роздрібна торгівля — 11,6 %, фінанси, страхування та нерухомість — 11,5 %.